# Liste der Baudenkmale in Diepholz
In der Liste der Baudenkmale in Diepholz sind alle Baudenkmale der niedersächsischen Gemeinde Diepholz aufgelistet. Die Quelle der Baudenkmale ist der Denkmalatlas Niedersachsen. Der Stand der Liste ist der 6. April 2021.

## Allgemein
In den Spalten befinden sich folgende Informationen:
- Lage: die Adresse des Baudenkmales und die geographischen Koordinaten. Kartenansicht, um Koordinaten zu setzen. In der Kartenansicht sind Baudenkmale ohne Koordinaten mit einem roten Marker dargestellt und können in der Karte gesetzt werden. Baudenkmale ohne Bild sind mit einem blauen Marker gekennzeichnet, Baudenkmale mit Bild mit einem grünen Marker.
- Bezeichnung: Bezeichnung des Baudenkmales
- Beschreibung: die Beschreibung des Baudenkmales. Unter § 3 Abs. 2 NDSchG werden Einzeldenkmale und unter § 3 Abs. 3 NDSchG Gruppen baulicher Anlagen und deren Bestandteile ausgewiesen.
- ID: die Objekt-ID des Baudenkmales
- Bild: ein Bild des Baudenkmales, ggf. zusätzlich mit einem Link zu weiteren Fotos des Baudenkmals im Medienarchiv Wikimedia Commons. Wenn man auf das Kamerasymbol klickt, können Fotos zu Baudenkmalen aus dieser Liste hochgeladen werden:

## Diepholz

### Gruppe: Schloß
Die Gruppe „Schloß“ hat die ID 33904304.

| Lage                                        | Bezeichnung | Beschreibung | ID       | Bild           |
| ------------------------------------------- | ----------- | ------------ | -------- | -------------- |
| Lange Straße 32 52° 36′ 13″ N, 8° 22′ 20″ O | Schloss     |              | 33905599 | Weitere Bilder |
| Lange Straße 32 52° 36′ 14″ N, 8° 22′ 18″ O | Park        |              | 33905575 |                |
| Lange Straße 52° 36′ 15″ N, 8° 22′ 17″ O    | Graben      |              | 33905437 |                |

### Gruppe: Schule und Turnhalle Lange Straße
Die Gruppe „Schule und Turnhalle Lange Straße“ hat die ID 33904337.

| Lage                                         | Bezeichnung | Beschreibung     | ID       | Bild |
| -------------------------------------------- | ----------- | ---------------- | -------- | ---- |
| Bahnhofstraße 16 52° 36′ 21″ N, 8° 22′ 20″ O | Schule      | Gebäude von 1895 | 33905229 | BW   |
| Hinterstraße 13 52° 36′ 20″ N, 8° 22′ 20″ O  | Turnhalle   | Gebäude von 1895 | 33905205 | BW   |

### Gruppe: Lohnstraße 20–26
Die „Gruppe Lohnstraße 20-26“ hat die ID 33904479.

| Lage                                     | Bezeichnung | Beschreibung                           | ID       | Bild |
| ---------------------------------------- | ----------- | -------------------------------------- | -------- | ---- |
| Lohnstraße 20 52° 36′ 22″ N, 8° 22′ 9″ O | Wohnhaus    | Fachwerkhaus                           | 33905872 |      |
| Lohnstraße 21 52° 36′ 22″ N, 8° 22′ 8″ O | Wohnhaus    | Fachwerkhaus von 1811                  | 33905894 | BW   |
| Lohnstraße 22 52° 36′ 22″ N, 8° 22′ 8″ O | Wohnhaus    | Verklinkertes Haus                     | 33905916 | BW   |
| Lohnstraße 23 52° 36′ 22″ N, 8° 22′ 7″ O | Wohnhaus    | Verklinkertes Haus mit Ziermauerwer    | 33905938 | BW   |
| Lohnstraße 24 52° 36′ 22″ N, 8° 22′ 7″ O | Wohnhaus    | Verklinkertes Haus mit Fassadendeko    | 33905960 | BW   |
| Lohnstraße 25 52° 36′ 23″ N, 8° 22′ 6″ O | Wohnhaus    | Fachwerkhaus von 1668 (?)              | 33905982 |      |
| Lohnstraße 26 52° 36′ 23″ N, 8° 22′ 6″ O | Wohnhaus    | Massives Haus mit verbretterten Giebel | 33906004 | BW   |

### Gruppe: Lohnstraße 10–11
Die Gruppe „Lohnstraße 10-11“ hat die ID 33904455.

| Lage                                      | Bezeichnung | Beschreibung                                                                   | ID       | Bild |
| ----------------------------------------- | ----------- | ------------------------------------------------------------------------------ | -------- | ---- |
| Lohnstraße 10 52° 36′ 19″ N, 8° 22′ 11″ O | Wohnhaus    | Fachwerkhaus vom Ende des 18. Jahrhunderts mit geputzten Ziegelausfachungen    | 33905828 |      |
| Lohnstraße 11 52° 36′ 19″ N, 8° 22′ 11″ O | Wohnhaus    | Fachwerkhaus vom Ende des 18. Jahrhunderts mit geschlämmten Ziegelausfachungen | 33905850 |      |

### Gruppe: Wohn-/Wirtschaftsgebäude Willenberg/Lüderstraße
Die Gruppe „Wohn-/Wirtschaftsgebäude Willenberg/Lüderstraße“ hat die ID 33904288.

| Lage                                       | Bezeichnung              | Beschreibung                                            | ID       | Bild |
| ------------------------------------------ | ------------------------ | ------------------------------------------------------- | -------- | ---- |
| Lüderstraße 85 52° 36′ 19″ N, 8° 21′ 53″ O | Wohn-/Wirtschaftsgebäude | Fachwerkhaus vom 19. Jahrhundert                        | 33906026 | BW   |
| Willenberg 97 52° 36′ 18″ N, 8° 21′ 54″ O  | Wohn-/Wirtschaftsgebäude | Fachwerkhaus vom 18. Jahrhundert                        | 33906295 | BW   |
| Willenberg 96 52° 36′ 18″ N, 8° 21′ 54″ O  | Wohn-/Wirtschaftsgebäude | Massivbau vom Ende des 18. Jahrhunderts                 | 33906271 | BW   |
| Willenberg 95 52° 36′ 18″ N, 8° 21′ 55″ O  | Wohn-/Wirtschaftsgebäude | traufständiges Fachwerkhaus von 1773                    | 33906247 | BW   |
| Willenberg 93 52° 36′ 17″ N, 8° 21′ 55″ O  | Wohn-/Wirtschaftsgebäude | Fachwerkhaus aus der ersten Hälfte des 18. Jahrhunderts | 33906223 | BW   |
| Willenberg 4 52° 36′ 18″ N, 8° 21′ 57″ O   | Wohn-/Wirtschaftsgebäude | Fachwerkhaus von 1743                                   | 33906153 | BW   |

### Gruppe: Verwaltungsbau
Die Gruppe „Verwaltungsbau“ hat die ID 33904206.

| Lage                                        | Bezeichnung     | Beschreibung                                                                               | ID       | Bild |
| ------------------------------------------- | --------------- | ------------------------------------------------------------------------------------------ | -------- | ---- |
| Lange Straße 36 52° 36′ 18″ N, 8° 22′ 14″ O | Remise          | Eingeschossige ehemalige Remise als Ziegelfachwerkbau vom 19. Jh.                          | 33905697 | BW   |
| Lange Straße 36 52° 36′ 17″ N, 8° 22′ 14″ O | Verwaltungshaus | Zweigeschossiges Verwaltungsgebäude in Fachwerk aus der ersten Hälfte des 19. Jahrhunderts | 33905719 | BW   |

### Gruppe: Bahnhof
Die Gruppe „Bahnhof“ hat die ID 33904321.

| Lage                                     | Bezeichnung        | Beschreibung                      | ID       | Bild           |
| ---------------------------------------- | ------------------ | --------------------------------- | -------- | -------------- |
| Am Bahnhof 1 52° 36′ 18″ N, 8° 22′ 49″ O | Empfangsgebäude    | Historisierendes Gebäude von 1873 | 33905164 | Weitere Bilder |
| Am Bahnhof 2 52° 36′ 17″ N, 8° 22′ 48″ O | Verwaltungsgebäude | Historisierendes Gebäude von 1873 | 33905143 | BW             |

### Gruppe: Kohlhöfen 42–43
Die Gruppe „Kohlhöfen 42-43“ hat die ID 33904433.

| Lage                                    | Bezeichnung | Beschreibung                          | ID       | Bild |
| --------------------------------------- | ----------- | ------------------------------------- | -------- | ---- |
| Kohlhöfen 42 52° 36′ 37″ N, 8° 22′ 4″ O | Wohnhaus    | giebelständiges verklinkertes Gebäude | 33905393 | BW   |
| Kohlhöfen 43 52° 36′ 37″ N, 8° 22′ 4″ O | Wohnhaus    | traufständiges geputztes Gebäude      | 33905415 | BW   |

### Gruppe: Jüdischer Friedhof Schlesier Straße
Die Gruppe „Jüdischer Friedhof Schlesier Straße“ hat die ID 33904272.

| Lage                                                       | Bezeichnung | Beschreibung | ID       | Bild |
| ---------------------------------------------------------- | ----------- | ------------ | -------- | ---- |
| Schlesier Straße/Pommernstraße 52° 36′ 50″ N, 8° 21′ 57″ O | Friedhof    |              | 33906050 | BW   |
| Schlesier Straße/Pommernstraße 52° 36′ 51″ N, 8° 21′ 58″ O | Gedenkstein |              | 33906082 |      |

### Einzelbaudenkmale
| Lage                                            | Bezeichnung               | Beschreibung | ID       | Bild           |
| ----------------------------------------------- | ------------------------- | --- | -------- | -------------- |
| Lange Straße 55 52° 36′ 29″ N, 8° 22′ 11″ O     | Wohn-/Geschäftshaus       | L-förmige Gebäude in Fachwerk mit geputzten Ziegelausfachungen, Umbauten für Läden im 20. Jahrhundert                                                     | 33905808 | BW             |
| Lange Straße 9 52° 36′ 28″ N, 8° 22′ 13″ O      | Fassade                   | | 33905483 | BW             |
| Lange Straße 12 52° 36′ 27″ N, 8° 22′ 14″ O     | Rathaus                   | Gebäude von 1904/05 | 33905502 | Weitere Bilder |
| Lange Straße 51 52° 36′ 26″ N, 8° 22′ 12″ O     | Wohn-/Geschäftshaus       | Ein- und zweigeschossiges Fachwerkhaus | 33905788 | BW             |
| Lange Straße 29 52° 36′ 19″ N, 8° 22′ 16″ O     | Kirche                    | St. Nicolai | 33905523 | Weitere Bilder |
| Lange Straße 38 52° 36′ 19″ N, 8° 22′ 15″ O     | Wohnhaus                  | Klassizistisches Gebäude von 1805 | 33905763 | BW             |
| Lange Straße 37 52° 36′ 18″ N, 8° 22′ 14″ O     | Hotel                     | Historisierendes Eckgebäude aus dem 19. Jh., heute Bürohaus                                                                                               | 33905743 | BW             |
| Lange Straße 30 52° 36′ 18″ N, 8° 22′ 16″ O     | Schule                    | Eckgebäude vom 19. Jh. in Fachwerk mit verputzten Ziegelausfachungen, heute Gemeindehaus der Kirche                                                       | 33905548 |                |
| Lange Straße 35 52° 36′ 16″ N, 8° 22′ 14″ O     | Wohnhaus                  | Gebäude vom 19. Jh.; Geburtshaus von Frieda Duensing (1864–1921)                                                                                          | 33905674 |                |
| Hinterstraße 14 52° 36′ 18″ N, 8° 22′ 18″ O     | Burgmannshof              | Gebäude in Fachwerk und Stockbauweise mit Ursprung wohl aus der zweiten Hälfte des 16. Jahrhunderts, Vorgängerbau durch Sanierungen vollständig überformt | 33905330 |                |
| Lange Straße 33b 52° 36′ 16″ N, 8° 22′ 12″ O    | Wohnhaus                  | Unklar; keine Ergebnisse in der Liste | 33905654 | BW             |
| Lange Straße 33 52° 36′ 13″ N, 8° 22′ 13″ O     | Alte Münte                | Gebäude von 1635 in Fachwerk mit verschlämmten Ziegelausfachungen                                                                                         | 33905625 |                |
| Lange Straße 52° 36′ 12″ N, 8° 22′ 11″ O        | Park                      | | 33905458 | BW             |
| Willenberg 78 52° 36′ 8″ N, 8° 22′ 1″ O         | Schule                    | Fachwerkhaus von 1796 | 33906185 |                |
| Bahnhofstraße 26 52° 36′ 22″ N, 8° 22′ 24″ O    | Wohnhaus                  | Villa Prinzhorn von um 1890, heute Teil eines Hotels | 33906605 | BW             |
| Bahnhofstraße 11 52° 36′ 20″ N, 8° 22′ 27″ O    | Schule                    | Gebäude von 1900, heute mit der VHS Diepholz | 33905185 | BW             |
| Lüderstraße 54 52° 35′ 55″ N, 8° 21′ 48″ O      | Kirche                    | St. Michaelis | 33906630 |                |
| Kohlhöfen 7 52° 36′ 36″ N, 8° 22′ 5″ O          | Wohnhaus                  | | 33905353 | BW             |
| Kohlhöfen 10 52° 36′ 37″ N, 8° 22′ 3″ O         | Wohn- und Wirtschaftshaus | Hallenhaus von 1789 in Fachwerk | 33905373 | BW             |
| Am Heldenhain 52° 36′ 51″ N, 8° 22′ 11″ O       | Grabsteine                | | 33905073 | BW             |
| Auf dem Esch 61 52° 36′ 42″ N, 8° 22′ 20″ O     | Wohnhaus                  | Historisierendes Gebäude von 1864 | 33905118 | BW             |
| Hindenburgstraße 57 52° 36′ 34″ N, 8° 22′ 30″ O | Wohnhaus                  | Historisierende Villa von um 1900 | 33905268 | BW             |

## Sankt Hülfe

### Gruppe: Hofanlage St. Hülfe
Die Gruppe „Hofanlage St. Hülfe“ hat die ID 33904353.

| Lage                                   | Bezeichnung              | Beschreibung                                            | ID       | Bild |
| -------------------------------------- | ------------------------ | ------------------------------------------------------- | -------- | ---- |
| Büngenort 2 52° 37′ 23″ N, 8° 24′ 5″ O | Wohn-/Wirtschaftsgebäude | Gebäude von 1751 (Inschrift) als Vierständer-Hallenhaus | 33906523 | BW   |
| Büngenort 2 52° 37′ 24″ N, 8° 24′ 6″ O | Nebengebäude             | Zweiständerhaus in Ziegelfachwerk                       | 33906502 | BW   |
| Büngenort 2 52° 37′ 23″ N, 8° 24′ 6″ O | Nebengebäude             | Remise in Ziegelfachwerk mit Satteldach und vier Toren  | 33906481 | BW   |

### Einzelbaudenkmale
| Lage                                         | Bezeichnung              | Beschreibung                                     | ID       | Bild |
| -------------------------------------------- | ------------------------ | ------------------------------------------------ | -------- | ---- |
| Tebenstraße 16 52° 37′ 16″ N, 8° 24′ 1″ O    | Wohnhaus                 | Fachwerkhaus mit geschlämmten Ziegelausfachungen | 33906547 | BW   |
| Tebenstraße 25 52° 37′ 12″ N, 8° 23′ 46″ O   | Wohn-/Wirtschaftsgebäude |                                                  | 33906567 | BW   |
| Bremer Straße 57 52° 37′ 20″ N, 8° 23′ 45″ O | Wohn-/Wirtschaftsgebäude | Hallenhaus in Fachwerk von 1848                  | 33906458 | BW   |
| Bremer Straße 20 52° 37′ 27″ N, 8° 23′ 47″ O | Hotel                    | Fachwerk-Hallenhaus von 1819                     | 33906431 | BW   |

## Aschen

### Gruppe: Hofanlage Aschen
Die Gruppe „Hofanlage Aschen“ hat die ID 33904222.

| Lage                                          | Bezeichnung              | Beschreibung                                                              | ID       | Bild |
| --------------------------------------------- | ------------------------ | ------------------------------------------------------------------------- | -------- | ---- |
| Schützenstraße 21 52° 38′ 55″ N, 8° 20′ 36″ O | Wohn-/Wirtschaftsgebäude | Hallenhaus in Fachwerk von 1797                                           | 33904916 | BW   |
| Schützenstraße 21 52° 38′ 55″ N, 8° 20′ 35″ O | Nebengebäude             | Gebäude von 1912 in Fachwerk                                              | 33904892 | BW   |
| Schützenstraße 21 52° 38′ 55″ N, 8° 20′ 36″ O | Nebengebäude             | Scheune aus der Mitte/Ende des 19. Jahrhunderts in verbrettertem Fachwerk | 33904868 | BW   |

### Gruppe: Hofanlage Apwisch
Die Gruppe „Hofanlage Apwisch“ hat die ID 33904387.

| Lage                                   | Bezeichnung              | Beschreibung                                                                  | ID       | Bild |
| -------------------------------------- | ------------------------ | ----------------------------------------------------------------------------- | -------- | ---- |
| Lehmweg 40 52° 39′ 26″ N, 8° 21′ 25″ O | Wohn-/Wirtschaftsgebäude | Vierständer-Hallenhaus in Fachwerk aus der ersten Hälfte des 19. Jahrhunderts | 33904754 | BW   |
| Lehmweg 40 52° 39′ 27″ N, 8° 21′ 25″ O | Remise                   | Fachwerkhaus                                                                  | 33904729 | BW   |
| Lehmweg 40 52° 39′ 26″ N, 8° 21′ 25″ O | Speicher                 | Fachwerkhaus, das Gebäude wurde hierher versetzt                              | 33904704 | BW   |

### Einzelbaudenkmale
| Lage                                                | Bezeichnung              | Beschreibung                                                             | ID       | Bild |
| --------------------------------------------------- | ------------------------ | ------------------------------------------------------------------------ | -------- | ---- |
| Rittergut Falkenhardt 1 52° 37′ 26″ N, 8° 21′ 42″ O | Gutshof                  | Herrenhaus vom Rittergut Falkenhardt von 1619, Ostturm von 1915          | 33904964 |      |
| Ossenbecker Straße 1 52° 37′ 44″ N, 8° 21′ 49″ O    | Speicher                 | Zweigeschossiger Speicher in Fachwerk, gehörte zum Rittergut Falkenhardt | 33904783 | BW   |
| Brunnenweg 9 52° 38′ 14″ N, 8° 21′ 38″ O            | Wohnhaus                 | Hauptgebäude Knest                                                       | 33904804 | BW   |
| Schulweg 1 52° 39′ 5″ N, 8° 21′ 20″ O               | Dorfschule               | Teil des Heimatmuseums                                                   | 33904824 |      |
| Schulweg 12 52° 38′ 54″ N, 8° 21′ 20″ O             | Wohn-/Wirtschaftsgebäude | Vierständer-Hallenhaus in Ziegelfachwerk von 1776                        | 33904845 | BW   |
| Am Scharrelberg 40 52° 38′ 32″ N, 8° 19′ 44″ O      | Wohn-/Wirtschaftsgebäude |                                                                          | 33906713 | BW   |
| Siller Moorweg 5 52° 39′ 18″ N, 8° 19′ 36″ O        | Wohn-/Wirtschaftsgebäude | Zweiständer-Hallenhaus in Fachwerk von 1829                              | 33904940 | BW   |
| Vechtaer Straße 25 52° 39′ 29″ N, 8° 19′ 50″ O      | Wohn-/Wirtschaftsgebäude | Hof Mehrholz: Hallenhaus von 1715 in Fachwerk                            | 33904987 | BW   |
| Anhornweg 27 a 52° 39′ 44″ N, 8° 20′ 10″ O          | Wohnhaus                 |                                                                          | 33904660 | BW   |
| Holle 1 52° 39′ 39″ N, 8° 21′ 0″ O                  | Backhaus                 | Gebäude in Fachwerk und Wandständerbauweise                              | 33904517 | BW   |
| Holle 1 52° 39′ 40″ N, 8° 21′ 5″ O                  | Schafstall               | Gebäude in Fachwerk als Zweiständerbau mit erhaltenem Innengerüst        | 33904493 | BW   |